# 中央市場前駅
中央市場前駅（ちゅうおういちばまええき）は、兵庫県神戸市兵庫区中之島にある神戸市営地下鉄海岸線の駅である。駅番号はK05。

## 歴史
- 2001年（平成13年）7月7日：神戸市営地下鉄海岸線の開通と同時に開業[1]。
- 2017年（平成29年）6月30日：駅西側隣接地にイオンモール神戸南が開業したことに合わせてイオンモールまでの連絡通路が開通。開業までに改札口も従来の場所とは別に増設された。

## 駅構造
地下1階にコンコースと改札があり、地下2階にプラットホーム（島式1面2線）がある。トイレは改札内にある。
周辺には古くは日宋貿易で栄え平清盛築港で有名な大輪田泊があったと言われ、ほかにも源平や楠木正成に縁のある史跡等が点在する地域でもあることから、駅イメージテーマは「歴史の小道」とした。改札口外コンコースには「辻広場」と呼ぶ空間を設け、床や天井の仕様を変えることによって変化をもたらすとともに、その周辺には地域の史跡を紹介するパネルを設け、兵庫区で進めている「兵庫津の道」の整備との連携を図った。一方、ホームは表現を控えめにし、海岸線の統一感を乱さないシンプルな表現とした。

### のりば
| ホーム | 路線   | 行先               |
| ------ | ------ | ------------------ |
| 1      | 海岸線 | 三宮・花時計前方面 |
| 2      | 海岸線 | 新長田方面         |

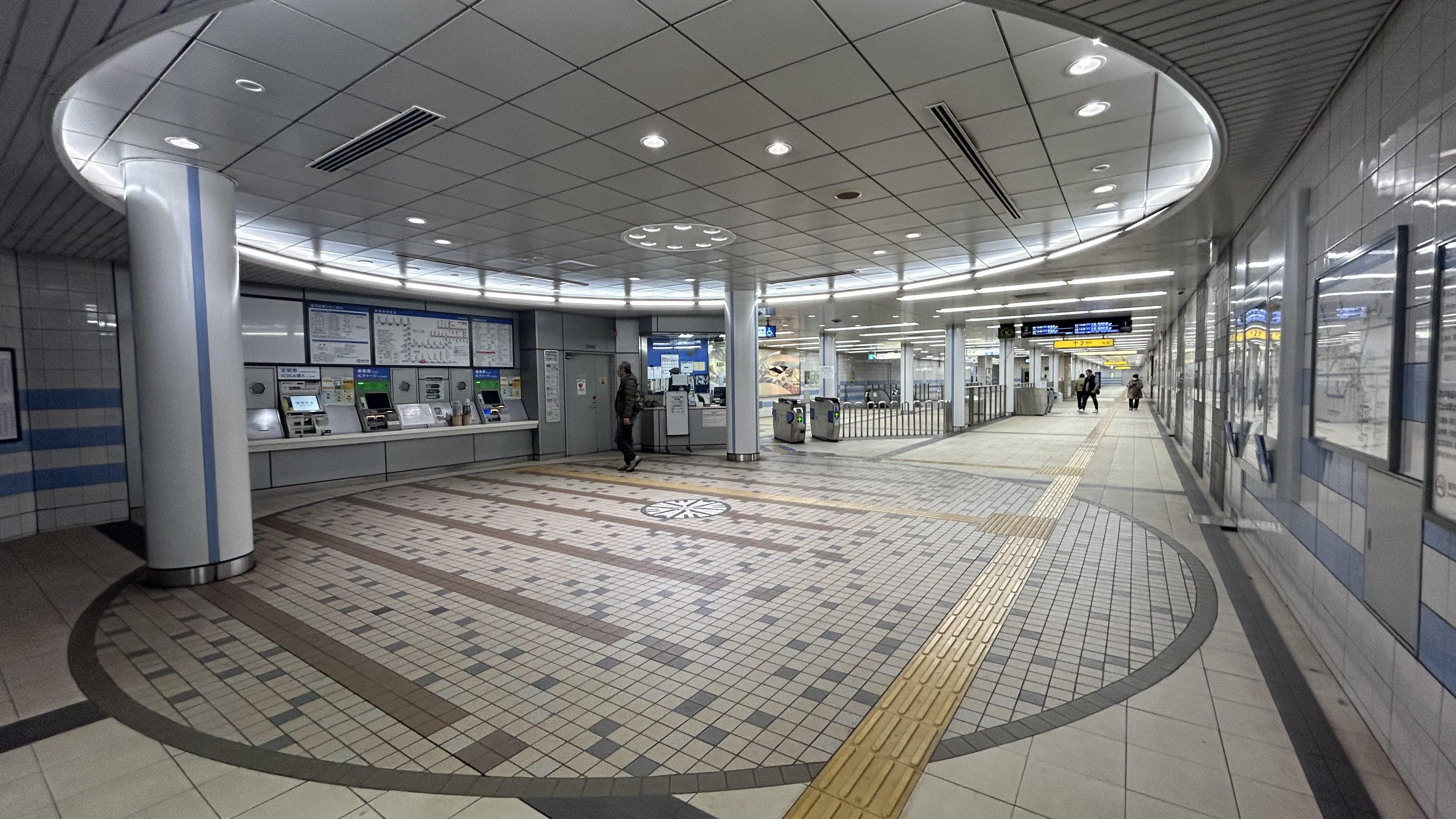
改札口（2024年12月）
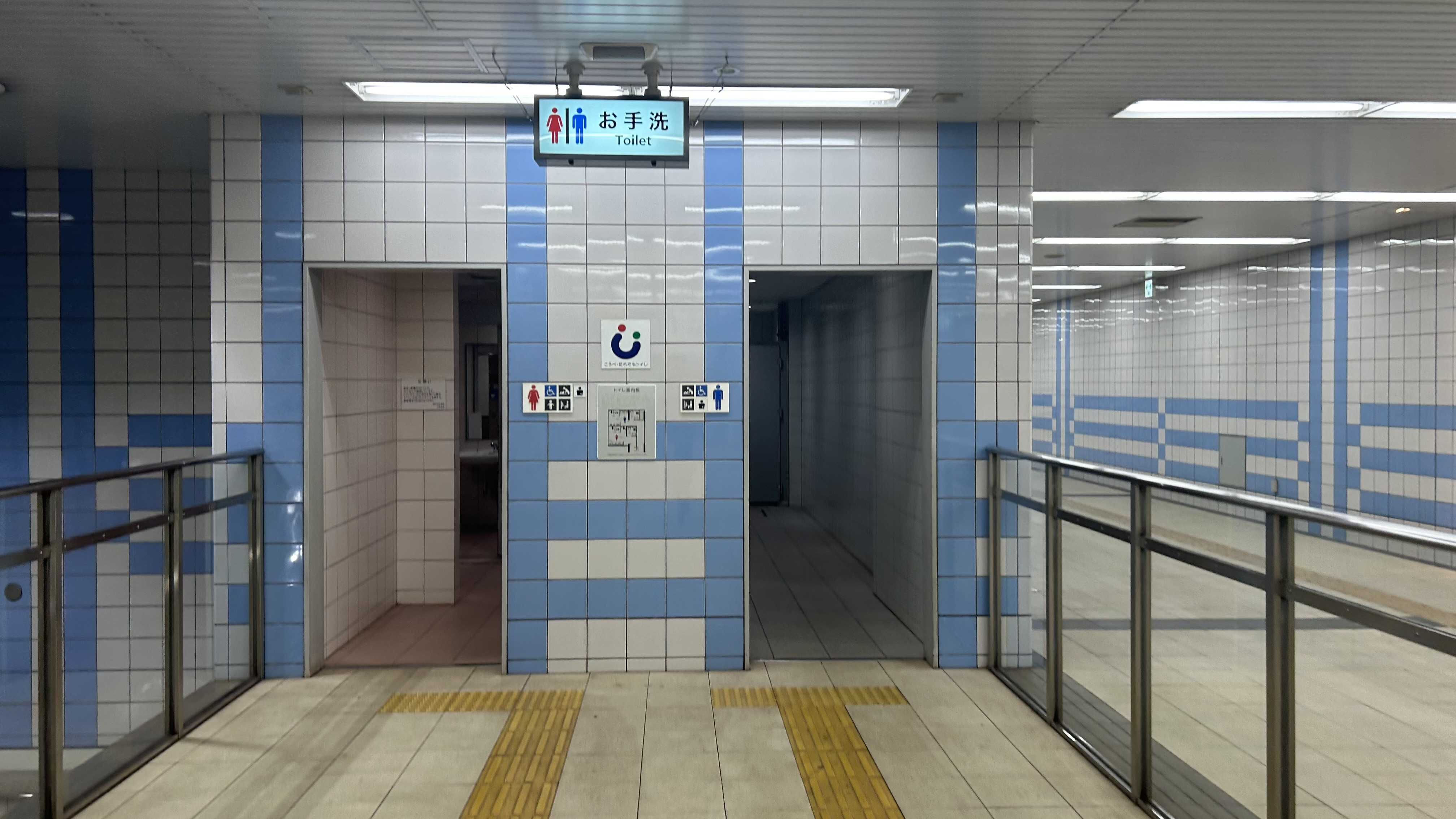
トイレ
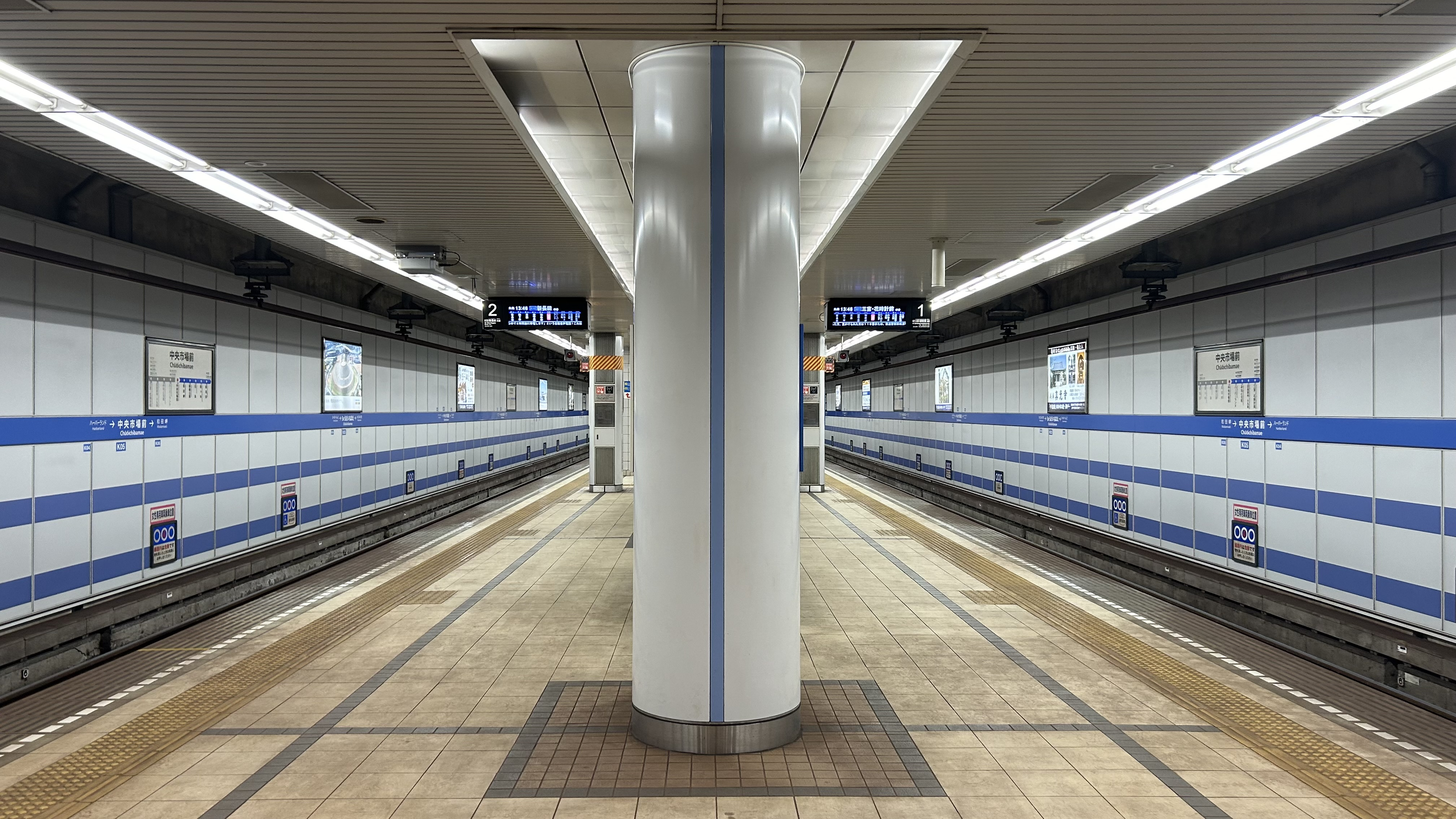
ホーム（2024年12月）

### 出口
地上出入口は、エレベーターの設置された1番出入口、中央卸売市場側の2番出入口（なお開業当時は1番出入口側も中央卸売市場だった）、のちに開通した連絡通路を経由してイオンモール神戸南と直結する出口の3か所ある。
| 出口番号   | 位置                                   | 備考             |
| ---------- | -------------------------------------- | ---------------- |
| 1          | 北緯34度40分00.9秒 東経135度10分32.7秒 | エレベーターあり |
| 2          | 北緯34度39分54.6秒 東経135度10分33.3秒 |                  |
| (番号なし) | イオン連絡通路                         |                  |

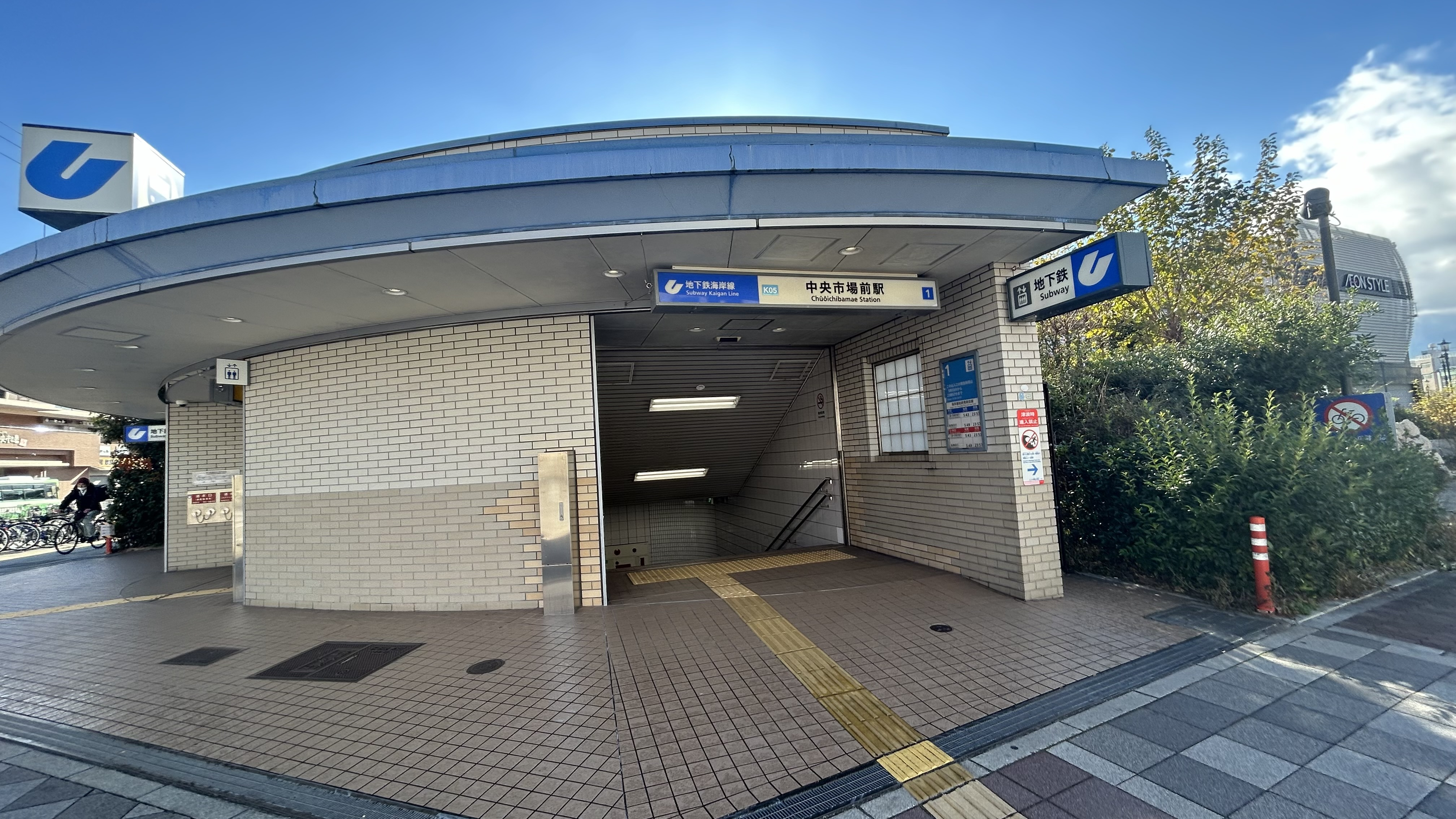
出口1（2024年12月）
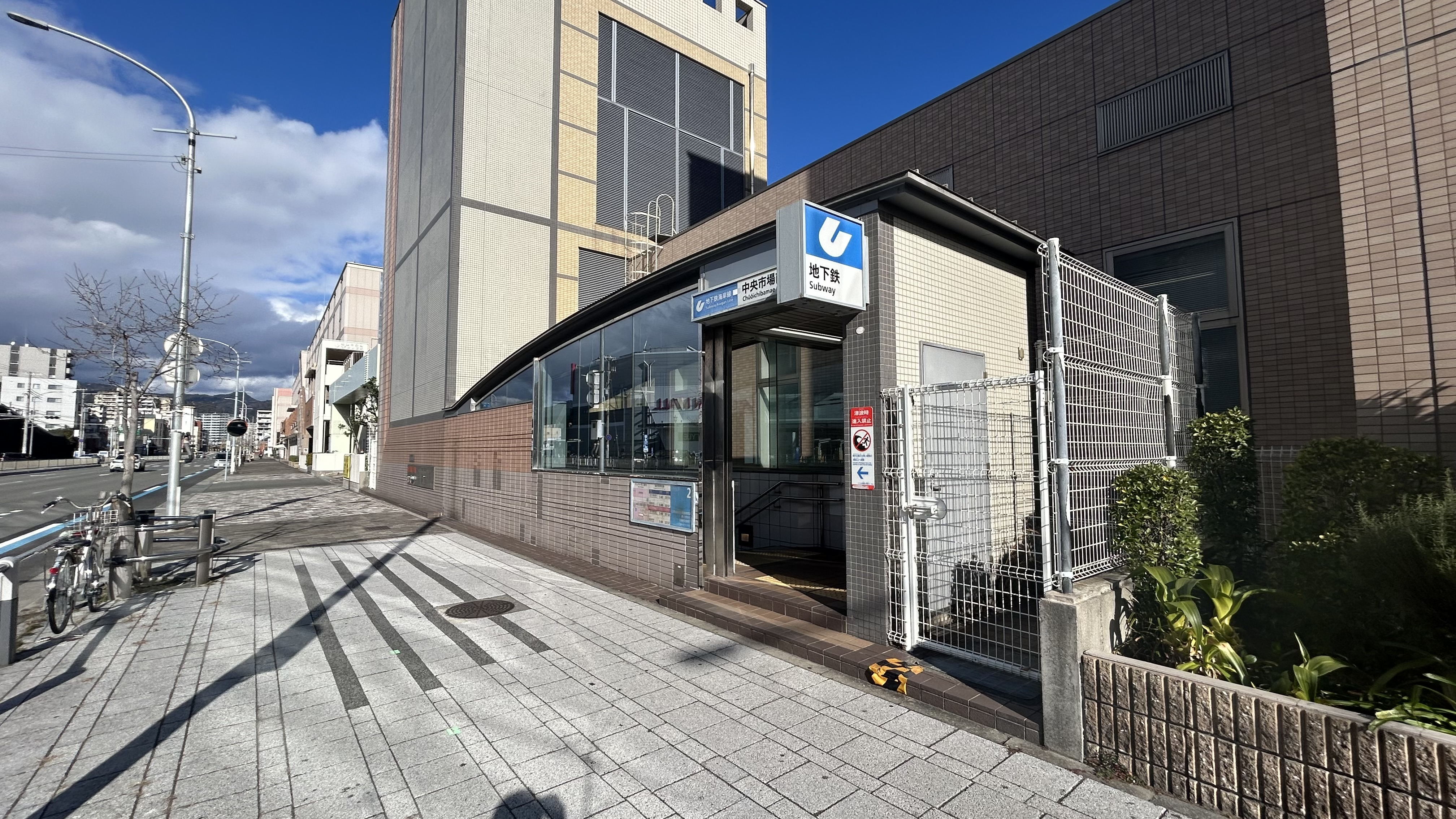
出口2（2024年12月）
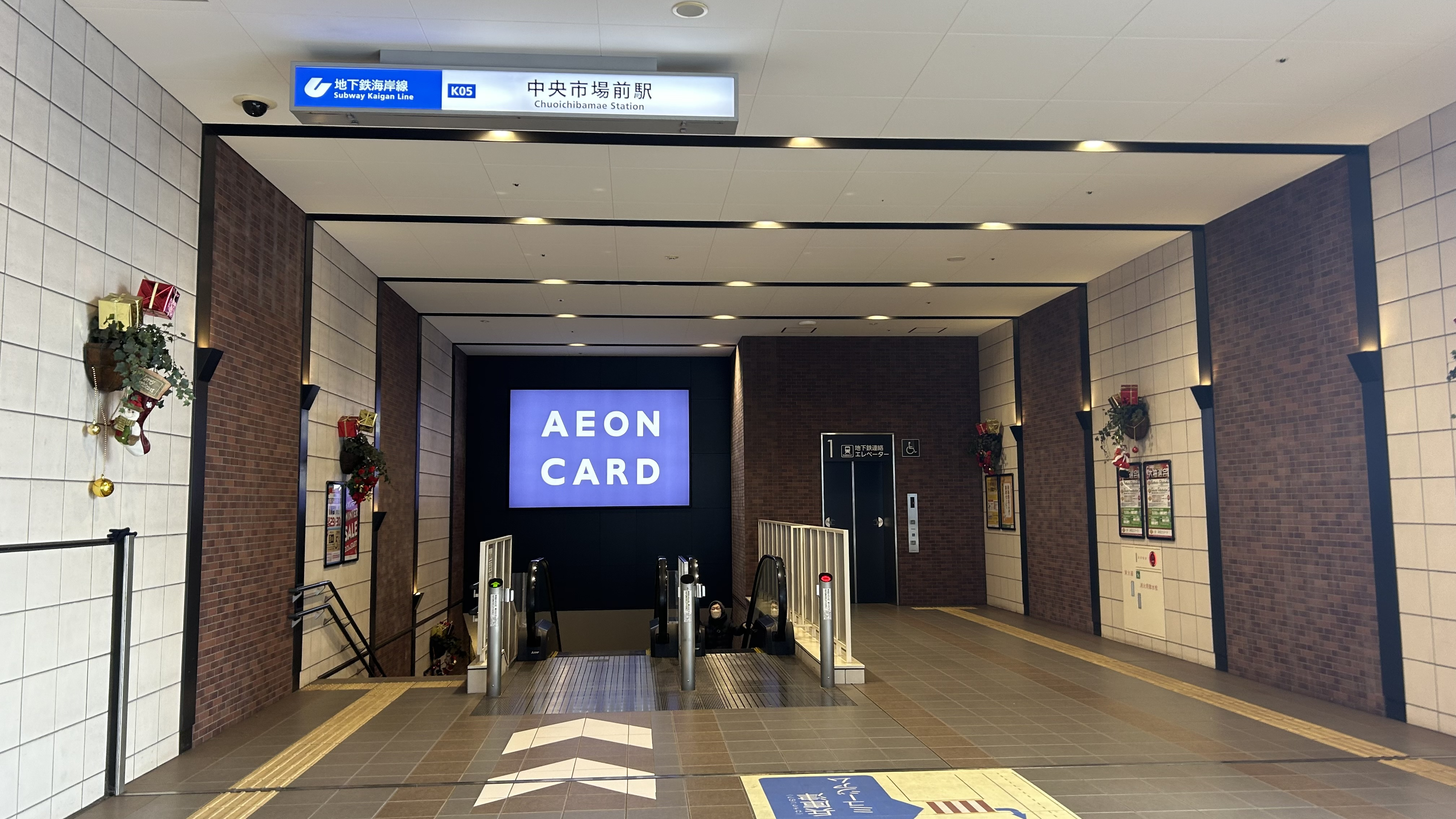
イオン連絡通路出入口（2024年12月）

## ダイヤ
上下とも日中時間帯は毎時6本の運行。

## 利用状況
2022年度の1日平均乗車人員は3,270人である。開業時から2016年度まで2,000人を下回っていたが、イオンモール神戸南のオープンにより乗車人員が大幅に増加して2017年度に3,000人を上回った。
2000年度の計画時では、2005年度の予測乗車人員は10,505人とされていた。しかし、2017年現在でも乗車人員は計画時の3割程度に留まっている。
開業以降の1日平均乗降・乗車人員は下表のとおり。
| 年度               | 1日平均 乗降人員 | 1日平均 乗車人員 |
| ------------------ | ---------------- | ---------------- |
| 2001年（平成13年） |                  | 1,765            |
| 2002年（平成14年） |                  | 1,550            |
| 2003年（平成15年） |                  | 1,755            |
| 2004年（平成16年） |                  | 1,786            |
| 2005年（平成17年） | 3,813            | 1,793            |
| 2006年（平成18年） |                  | 1,808            |
| 2007年（平成19年） |                  | 1,771            |
| 2008年（平成20年） |                  | 1,775            |
| 2009年（平成21年） |                  | 1,779            |
| 2010年（平成22年） |                  | 1,758            |
| 2011年（平成23年） |                  | 1,775            |
| 2012年（平成24年） |                  | 1,927            |
| 2013年（平成25年） |                  | 1,699            |
| 2014年（平成26年） |                  | 1,729            |
| 2015年（平成27年） |                  | 1,750            |
| 2016年（平成28年） |                  | 1,850            |
| 2017年（平成29年） |                  | 3,153            |
| 2018年（平成30年） |                  | 3,428            |
| 2019年（令和元年） |                  | 3,499            |
| 2020年（令和02年） |                  | 2,932            |
| 2021年（令和03年） |                  | 3,097            |
| 2022年（令和04年） |                  | 3,270            |

## 駅周辺
当駅周辺は、江戸時代以前に栄えた兵庫津の中心に相当する（兵庫津はおおむね、神戸駅・兵庫駅・和田岬駅で囲んだ範囲である）。
- 神戸市中央卸売市場本場
- イオンモール神戸南
- 兵庫港 - 駅周辺一帯はかつての兵庫津（大輪田泊）で、経が島の跡地と言われている。
- 清盛塚 - 平清盛の供養塔（墓所では無い）。
- 能福寺 - 車内アナウンスで「兵庫大仏能福寺はこちらが便利です」と入る。
- 真光寺
- 来迎寺
- 薬仙寺
- 金光寺
- KOBE de 清盛 2012歴史館 - 2012年のNHK大河ドラマ『平清盛』の放映にあわせて展開された観光キャンペーンのひとつとして設置された歴史展示館。1番出入口に隣接した駐車場に設置され、2012年1月21日から2013年1月14日まで開館していた。[6][7]
- 兵庫県立兵庫津ミュージアム

## その他
- 建設時の仮称は「中之島駅」であった[要出典]。

## 隣の駅
神戸市営地下鉄
海岸線
ハーバーランド駅 (K04) - 中央市場前駅 (K05) - 和田岬駅 (K06)
- 括弧内は駅番号を示す。